# Electroclash (álbum)
Electroclash es un álbum compilatorio que sólo fue difundido como descarga por internet.

Electroclash incluye 6 canciones escritas y realizadas por Illustrious Company, la sociedad formada por Vince Clarke (Erasure, Yazoo y Depeche Mode) y Martyn Ware (Human League, Heaven 17)

## Canciones
| N.º | Título                                                             | Artista          | Duración |  |
| 1.  | «Elektrik Laserland (Deliciously hypnotic polyphonic audio sushi)» | Clarke'N'Ware    | 3:21     |  |
| 2.  | «Clix & Glitchz (Modulating kompakt sub-sonik pop-art)»            | Clarke'N'Ware    | 3:21     |  |
| 3.  | «Vogue Trader (Solar-warped glitz-slick lacey space invader)»      | Clarke'N'Ware    | 3:56     |  |
| 4.  | «Japanogramme (Kamra shy random voltage vamp tramp)»               | Randall Jones    | 3:04     |  |
| 5.  | «Sweet World (Sugar-hi bip bop ghettotech fuzztration)»            | Omega Men        | 3:45     |  |
| 6.  | «Kromazone (Sequentially circular skeletal noodletrition)»         | Clarke'N'Ware    | 3:45     |  |
| 7.  | «Go Commando (Yomping electro-smart freeform throb-job)»           | Clarke'N'Ware    | 2:31     |  |
| 8.  | «Rhythm Method (Pumped-out fat automat mekanoid steroid)»          | Freaky Chakra    | 2:57     |  |
| 9.  | «Bunz of Steel (Jetset discotheque leatherette pick-me-up)»        | Omega Men        | 3:29     |  |
| 10. | «Psychoteknik (Wibbly wobbly wavetable wizardry)»                  | Spectra Sonica   | 3:03     |  |
| 11. | «King Trigger (Porno-plasmactive eurosleaze bleep treat)»          | Brian de Mercier | 3:32     |  |
| 12. | «Octave Slave (Bassotic neurotic squelched-up hip gloss)»          | Spectra Sonica   | 3:23     |  |
| 13. | «Cheek Petit (Trend bending transcending penthouse pop)»           | Clarke'N'Ware    | 3:24     |  |
| 14. | «Tweak'N'Destroy (Acidicly whitewashed mega-moog synthonia)»       | Spectra Sonica   | 3:28     |  |